# (20673) Janelle
(20673) Janelle (1999 VW) – planetoida z pasa głównego asteroid okrążająca Słońce w ciągu 5,13 lat w średniej odległości 2,97 j.a. Odkryta 3 listopada 1999 roku.